# 한암회
한암회(韓巖回, 1900년 7월 17일 - 1975년 5월 25일)는 대한민국의 국회의원이었다.

## 이름
아명(兒名)은 한엄회(韓嚴回)이며 1903년 한암회(韓巖回)로 개명(改名)하였고 국회의원 직위 퇴임 훗날 1956년 한감석(韓邯錫)으로 마지막 개명하였다.

## 주요 약력
- 양정고등보통학교 졸업
- 일본 구주 제국대학 농학부 학사
- 남만주농촌 천일농장 농촌진흥회 연합회 이사
- 상해중화일보사 하남성 지사장
- 대한독립촉성국민회 상주지회장
- 상주지구사법보호위원회 상무위원
- 1948년 5월 10일 : 제헌 국회의원(경북 상주갑)

## 국회의원 이외 이력
1900년 대한제국 경상북도 상주에서 출생하였고 지난날 한때 한성 종로에서 잠시 유아기를 보낸 적이 있으며 1904년부터 1913년까지 평안남도 평양에서 성장한 후 1919년 경성 양정고등보통학교를 거쳐 1924년 일본 규슈 제국대학교 농학부를 나온 그는 1945년 8·15 광복 훗날 1950년 한국 전쟁 때 조선민주주의인민공화국으로 갔다는 설도 있으나,한감석(韓邯錫)이라는 이름으로 개명하여 대한민국에서 살다가 1975년에 별세한 것으로 보인다는 설이 유력하다.

## 역대 선거 결과
| 실시년도 | 선거   | 대수 | 직책     | 선거구         | 정당               | 득표수   | 득표율          | 순위 | 당락 | 비고 |
| -------- | ------ | ---- | -------- | -------------- | ------------------ | -------- | --------------- | ---- | ---- | ---- |
| 1948년   | 총선   | 1대  | 국회의원 | 경북 상주군 갑 | 대한독립촉성국민회 | 15,384표 | \| \| 36.79% \| | 1위  |      | 초선 |
|          | 36.79% |      |          |                |                    |          |                 |      |      |      |

## 참고자료
- 《대한민국 의정총람》, 국회의원총람발간위원회, 1994년
- 한암회 - 대한민국헌정회